# Hyponephele susurranus
Hyponephele susurranus är en fjärilsart som beskrevs av Clench och Shoumatoff 1956. Hyponephele susurranus ingår i släktet Hyponephele och familjen praktfjärilar. Inga underarter finns listade i Catalogue of Life.